# Burg Wandelberg
Die Burg Wandelberg, auch Wandelburg, früher Wandelberc geschrieben, ist eine abgegangene mittelalterlichen Sumpfburg bei Benken im Kanton St. Gallen in der Schweiz, von der keine Spuren mehr vorhanden sind.

## Lage
Die Burgstelle liegt in der Linthebene auf einem etwa 30 Meter breiten Sandsteinfelsen, der 12 Meter über die Ebene ragt. Sie liegt ungefähr 600 m südlich des Ortszentrums von Benken ungefähr 200 Meter vom Fusse des Benkner Büchels entfernt. Die Grüttstrasse führt unmittelbar bei der Burgstelle im Grünland des daneben liegenden Bauernhofs vorbei.
Zur Zeit der Gründung lag die Burg am Rande des im 16. Jh. verlandeten Tuggenersees. Weitere Burgen um den Tuggenersee waren Bibiton⊙ und Grynau⊙. Der Felsen, auf dem die Wandelburg stand, war eine Insel oder eine Halbinsel am östlichen Ufer des Tuggenersees.

## Geschichte

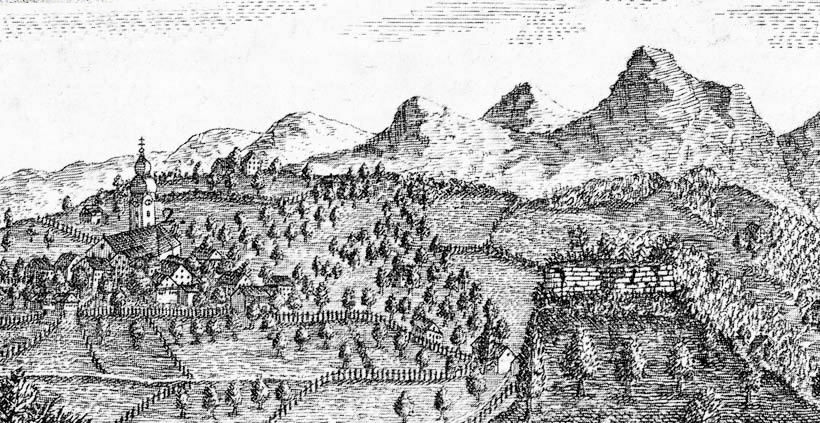
Benken mit der Ruine rechts am Bildrand um 1821

Die Burg wurde wahrscheinlich um 1200 von den Rapperswilern gegründet, die ihre Stammburg in der gleichen Zeit von Alt-Rapperswil bei Altendorf im Kanton Schwyz zum Schloss Rapperswil umlegten.
Der Name Wandelberg  erscheint bereits im 10. Jh. als Familiennamen von Äbten des Klosters Einsiedeln. Die Burg wird aber erst in 1244 explizit erwähnt als Besitz von Hartmann IV. von Kyburg. Als Hartmann 1264 starb, entstand aus den kyburgischen Besitzungen westlich der Reuss Neu-Kyburg mit dem Herrschaftszentrum in Burgdorf, während die Besitzungen östlich des Flusses, zu denen auch Wandelberg gehörte,  an die Habsburger gelangten. Ab 1320 wurde die Wandelburg der Stammsitz der Wagenberger, die von der Burg Wagenberg bei Oberembrach umsiedelten. Eine Beziehung zur im 14. Jh. im Bündnerland nachgewiesenen Familie Wagenberger konnte nicht hergestellt werden. Vermutlich wurde die Wandelburg von den Eidgenossen zerstört, als diese 1386 im Rahmen des Sempacherkriegs in die Gaster einfielen.

## Bauwerk
Über die Ausführung des Bauwerks ist wenig bekannt. Die im 19. Jh. noch sichtbaren Mauerreste sind verschwunden, weiter wurde ein Teil des Burgfelsens weggesprengt und als Baumaterial genutzt. Auf der Burgstelle steht eine kleine Hütte. Nach einer Skizze von 1864 stand am westlichen Ende des Felsens ein längliches Gebäude, das mit Verbindungsmauern an ein grösseres Gebäude am Fuss des Hügels angeschlossen war. Das grosse Gebäude war durch eine Schildmauer geschützt.